# Der Fluch des Kuckucks
Der Fluch des Kuckucks ist ein deutsch-spanischer Thriller von Mar Targarona aus dem Jahr 2023. Der Film startete am 15. September 2023 in den spanischen Kinos.

## Hintergrund
Gedreht wurde der Film in Spanien und in Deutschland. In Deutschland wurde unter anderem in Triberg im Schwarzwald, am Flughafen Karlsruhe/Baden-Baden, in Freiburg im Breisgau und in der Altstadt von Gengenbach gedreht. Für die Fasnachtsszenen in der Gengenbacher Altstadt wurden extra die ansässigen Narrenzünfte nach Beteiligung gefragt. Mit dabei waren unter anderem die Narrenzunft Höllteufel Reichenbach, die Narrenzunft Gengenbach, die Narrenzunft Bergwalddeifel Schwaibach, die Ewerderfler Narrengemeinschaft, die Narrenzunft Backstein & Matratzenbourg und die Narrengemeinschaft Strohhansel Strohbach.

## Synchronisation
Die deutsche Synchronbearbeitung entstand ebenfalls im Jahr 2023. Das Dialogbuch schrieb Katharina Gräfe. Die Synchronregie führte Jörn Linnenbröker.
| Rolle   | Darsteller          | Synchronsprecher    |
| ------- | ------------------- | ------------------- |
| Anna    | Belén Cuesta        | Vanessa Czapla      |
| Marc    | Jorge Suquet        | David Berton        |
| Hans    | Rainer Reiners      | Rainer Reiners      |
| Olga    | Hildegard Schrodter | Hildegard Schrodter |
| Lili    | Chacha Huang        | Laura Landauer      |
| Lucas   | David Selvas        |                     |
| Serafín | Manel Dueso         | Joshy Peters        |
| Mónica  | Marina Gatell       | Neda Rahmanian      |

## Rezeption
„Ein vorhersehbarer Horrorfilm, der ebenso eifrig wie oberflächlich bekannte Vorbilder zitiert und auch formal wenig inspiriert ausgefallen ist. Über atmosphärische Momente gelangt der Film nicht hinaus.“